# Ronnie Shanklin
Ronnie Shanklin (Hubbard, 21 gennaio 1948 – DeSoto, 17 aprile 2003) è stato un giocatore di football americano statunitense che ha militato nel ruolo di wide receiver nella National Football League (NFL).

## Carriera
Shanklin fu scelto nel corso del secondo giro (28º assoluto) del Draft NFL 1970. Giocò nella NFL con i Pittsburgh Steelers (1970-1974) e con i Chicago Bears (1976). Con Pittsburgh vinse il Super Bowl IX nel 1974 battendo i Minnesota Vikings. La sua miglior stagione fu quella del 1973, in cui guidò la NFL con 23,7 yard di media a ricezione, venendo convocato per il suo unico Pro Bowl e premiato come miglior giocatore dell'anno degli Steelers.

## Palmarès

### Franchigia
- Super Bowl : 1

Pittsburgh Steelers: IX
- American Football Conference Championship: 1

Pittsburgh Steelers: 1974

### Individuale
- Convocazioni al Pro Bowl: 1

1973